# Lijst van burgemeesters van Rilland
Dit is een lijst van burgemeesters van de voormalige Nederlandse gemeente Rilland (ook wel Rilland en Maire) tot die gemeente in 1878 fuseerde met Bath tot de gemeente Rilland-Bath.
| Ambtsperiode | Naam burgemeester    | Partij of stroming | Bijzonderheden                                                    |
| ------------ | -------------------- | ------------------ | ----------------------------------------------------------------- |
| 1817 - 1827  | Anthony Butijn       |                    | schout/burgemeester                                               |
| 1827 - 1853  | Jan (J.) de Jager    |                    |                                                                   |
| 1853 - 1878  | David (D.) Windhorst |                    | tevens burgemeester van Bath, later burgemeester van Rilland-Bath |